# Bactrocera gombokensis
Bactrocera gombokensis är en tvåvingeart som beskrevs av Drew och Albany Hancock 1994. Bactrocera gombokensis ingår i släktet Bactrocera och familjen borrflugor. Inga underarter finns listade.